# South Clearwater (Minnesota)
South Clearwater es un territorio no organizado ubicado en el condado de Clearwater en el estado estadounidense de Minnesota. En el Censo de 2010 tenía una población de 10 habitantes y una densidad poblacional de 0,11 personas por km².

## Geografía
South Clearwater se encuentra ubicado en las coordenadas 47°10′22″N 95°12′48″O / 47.17278, -95.21333. Según la Oficina del Censo de los Estados Unidos, South Clearwater tiene una superficie total de 93.41 km², de la cual 83.65 km² corresponden a tierra firme y (10.44%) 9.76 km² es agua.

## Demografía
Según el censo de 2010, había 10 personas residiendo en South Clearwater. La densidad de población era de 0,11 hab./km². De los 10 habitantes, South Clearwater estaba compuesto por el 100% blancos, el 0% eran afroamericanos, el 0% eran amerindios, el 0% eran asiáticos, el 0% eran isleños del Pacífico, el 0% eran de otras razas y el 0% pertenecían a dos o más razas. Del total de la población el 0% eran hispanos o latinos de cualquier raza.